# Svatý Mikuláš (Vysočina)
Svatý Mikuláš (německy Sankt Niklas) je malá vesnice, část obce Vysočina v okrese Chrudim. Nachází se 1 km na východ od centra Vysočiny. Prochází zde silnice II/343. V roce 2009 zde bylo evidováno 29 adres. V roce 2001 zde podle statistických záznamů trvale žil jeden obyvatel.
Svatý Mikuláš leží v katastrálním území Rváčov u Hlinska o výměře 8,41 km2.

## Historie
První písemná zmínka o obci pochází z roku 1350.

## Pamětihodnosti
- Kostel svatého Mikuláše

## Další fotografie

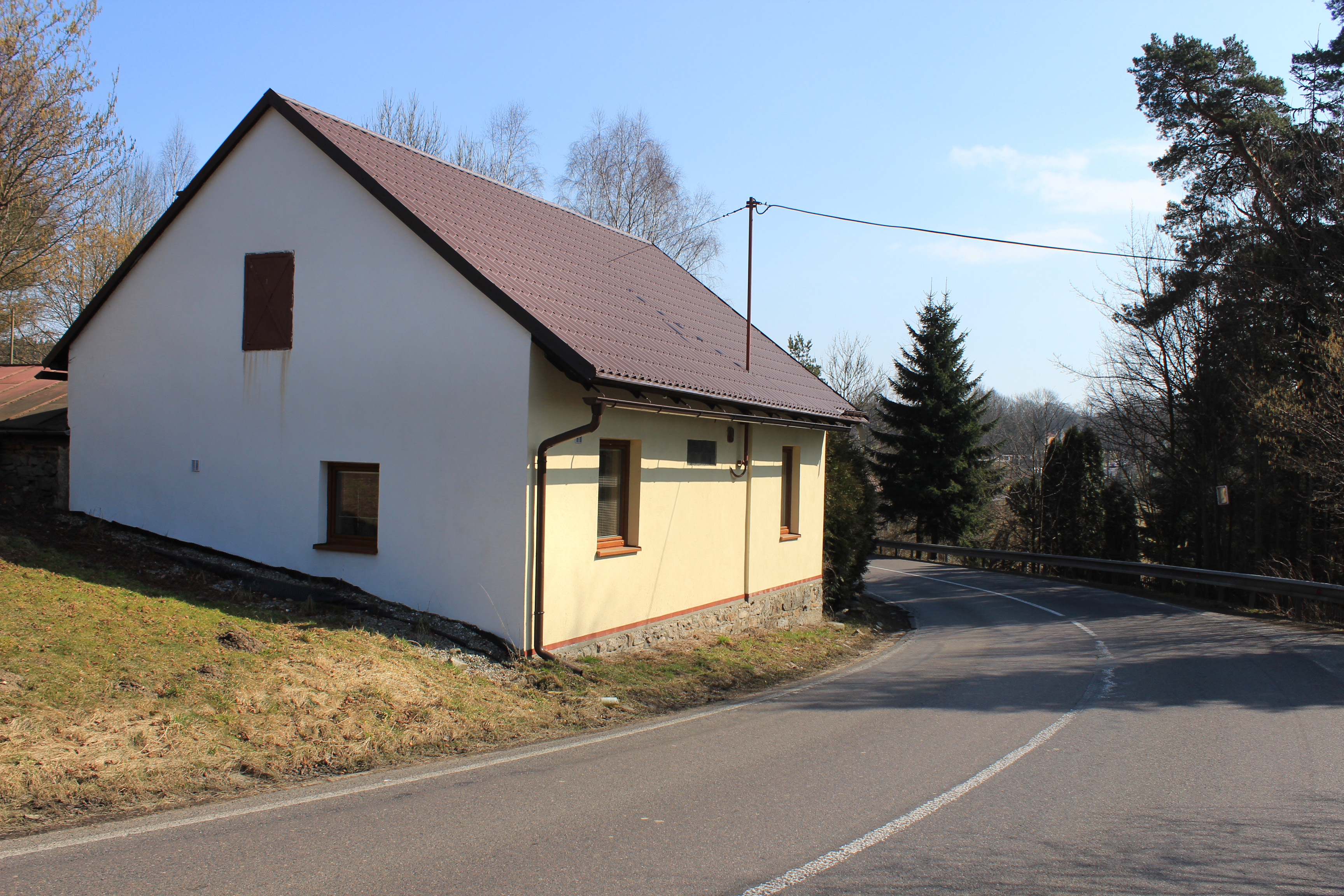
Silnice II/343
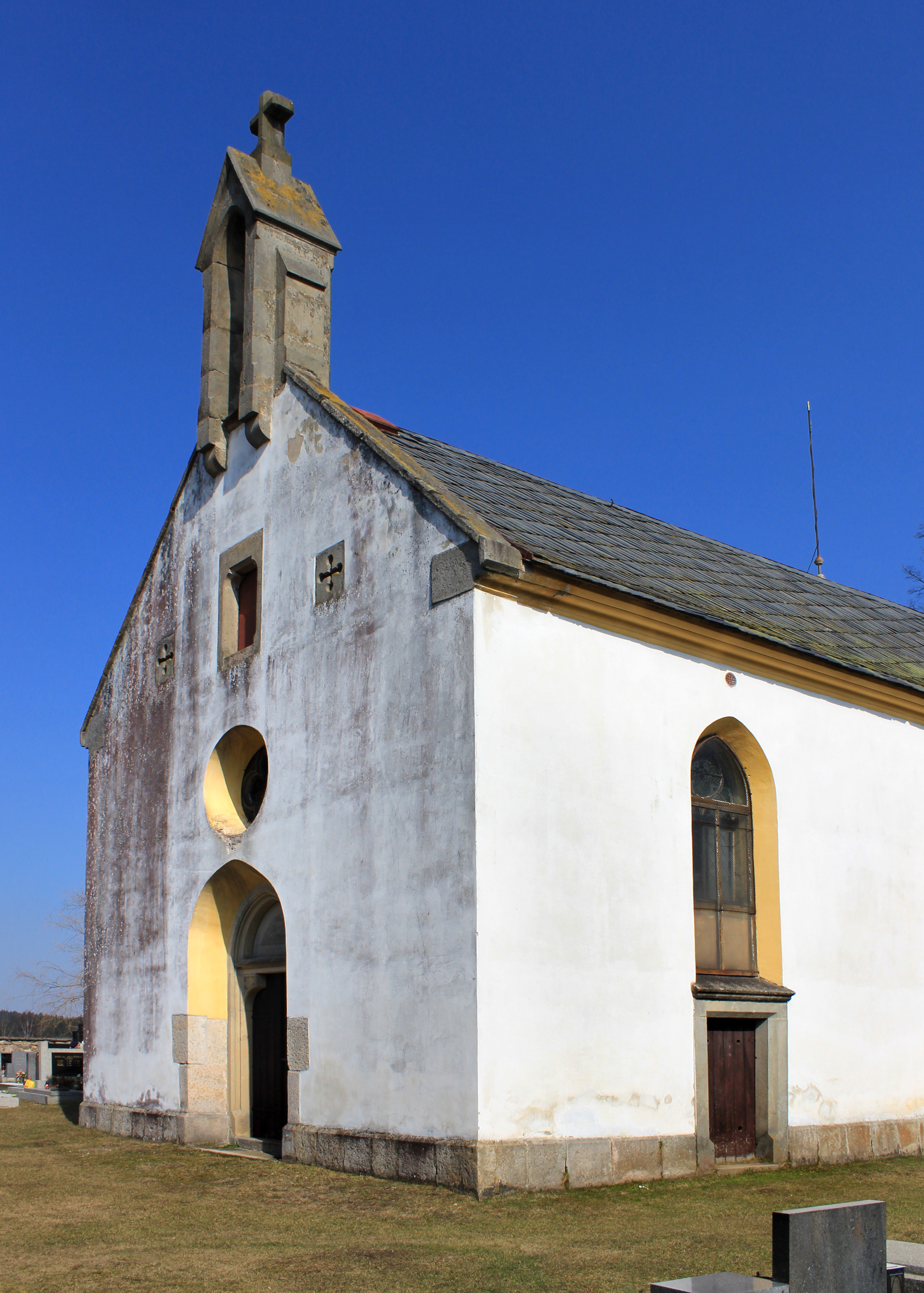
Kostel sv. Mikuláše
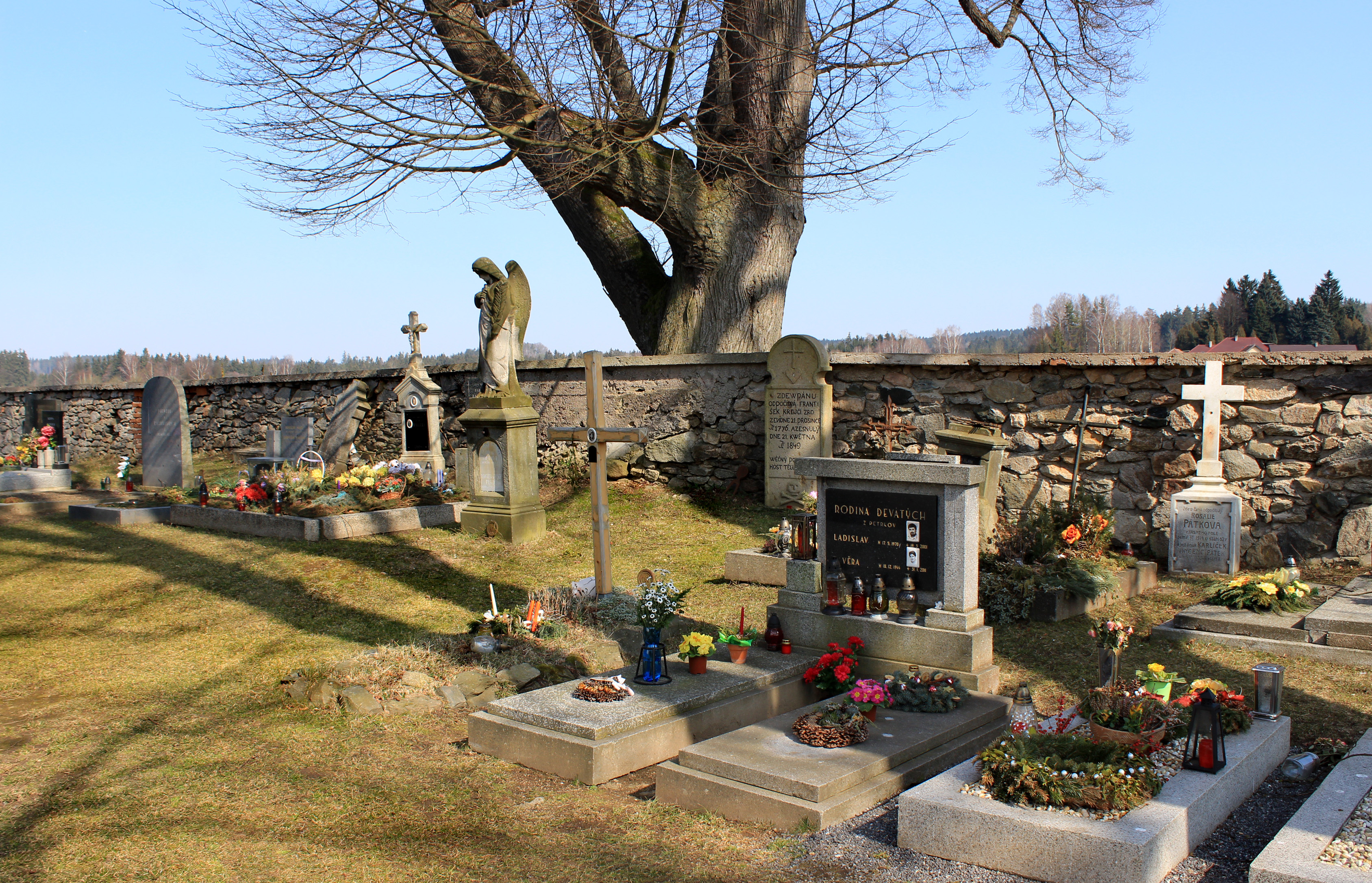
Hřbitov u kostela